# Parma Associazione Sportiva 1952-1953
Questa pagina raccoglie le informazioni riguardanti il Parma Associazione Sportiva nelle competizioni ufficiali della stagione 1952-1953.

## Stagione
Nella stagione 1952-1953 il Parma ha disputato il campionato di Serie C, un torneo a 18 squadre che prevede due promozioni e quattro retrocessioni, con 36 punti si è piazzato in sesta posizione. Il torneo è stato vinto con 48 punti dal Pavia, davanti all'Alessandria con 46 punti, entrambe promosse in Serie B, sono retrocesse in quarta serie Molfetta, Stabia, Vigevano e Reggiana.
Cambia poco il Parma, nel campionato di Serie C a girone unico in questa stagione, mantiene lo stesso allenatore Paolo Tabanelli e gli stessi cannonieri della scorsa stagione, in questa realizza più reti Július Korostelev autore di quindici reti, mentre Edmondo Fabbri ne realizza dieci. Da segnalare il derby di ritorno con la Reggiana allo Stadio Tardini, se lo aggiudicano i granata reggiani per (1-2) ma dietro le quinte avviene l'irreparabile. Un emissario della FIGC d'accordo con i dirigenti parmensi smaschera un tentativo di combine da parte di un dirigente granata. Pochi giorni dopo la mannaia della giustizia sportiva squalifica a vita il dirigente reggiano ed infligge alla Reggiana 20 punti di penalizzazione che si riveleranno decisivi per portarla alla seconda retrocessione consecutiva.

## Rosa
| N. |                   | Ruolo | Calciatore           |
| -- | ----------------- | ----- | -------------------- |
|    | Italia (bandiera) | C     | Bruno Alfier         |
|    | Italia (bandiera) | C     | Italo Allodi         |
|    | Italia (bandiera) | C     | Dario Bertolini      |
|    | Italia (bandiera) | A     | William Bronzoni     |
|    | Italia (bandiera) | P     | Emilio Canini        |
|    | Italia (bandiera) | D     | Ivo Cocconi          |
|    | Italia (bandiera) | A     | Edmondo Fabbri       |
|    | Italia (bandiera) | D     | Giovanni Griffith    |
|    | Italia (bandiera) | C     | Giammartino Grisenti |
|    | Italia (bandiera) | D     | Galliano Grolli      |

| N. |                           | Ruolo | Calciatore        |
| -- | ------------------------- | ----- | ----------------- |
|    | Italia (bandiera)         | C     | Virginio Guidazzi |
|    | Cecoslovacchia (bandiera) | A     | Július Korostelev |
|    | Italia (bandiera)         | P     | Gino Menozzi      |
|    | Italia (bandiera)         | C     | Giuseppe Molina   |
|    | Italia (bandiera)         | C     | Gianni Molinari   |
|    | Italia (bandiera)         | D     | Aldo Monardi      |
|    | Italia (bandiera)         | C     | Franco Raimondi   |
|    | Italia (bandiera)         | A     | Sergio Sangiorgi  |
|    | Italia (bandiera)         | D     | Raimondo Taucar   |
|    | Cecoslovacchia (bandiera) | C     | Čestmír Vycpálek  |

## Organigramma societario
Area direttiva
- Presidente:  Bonifazio Meli Lupi di Soragna

Area tecnica
- Allenatore:  Paolo Tabanelli

## Risultati

### Girone di andata
| Arbitro: | Bernasconi (Firenze) |

|                        |           |  |
| Vergani 5’ Martire 44’ | Marcatori |  |

| Arbitro: | Famulari (Messina) |

|               |           |                     |
| Minervini 19’ | Marcatori | 15’, 88’ Korostelev |

| Parma 28 settembre 1952 3ª giornata | Parma           | 0 – 0 | Livorno | Stadio Ennio Tardini\| Arbitro: \| Moriconi (Roma) \| |
| Arbitro:                            | Moriconi (Roma) |       |         |                                                       |

| Arbitro: | Perego (Milano) |

|                |           |           |
| Castignani 76’ | Marcatori | 6’ Alfier |

| Arbitro: | Pizzato (Mestre) |

|                |           |  |
| Korostelev 10’ | Marcatori |  |

| Arbitro: | Valsecchi (Milano) |

|                       |           |                       |
| Korostelev 19’ (rig.) | Marcatori | 69’ De Prati 85’ Rosa |

| Arbitro: | Michieletto (Mestre) |

|              |           |  |
| Traverso 19’ | Marcatori |  |

| Arbitro: | Raule (Roma) |

|                                                             |           |  |
| Molina 17’ Tiriticco 32’ (aut.) Korostelev 38’ Vycpálek 48’ | Marcatori |  |

| Arbitro: | Caputi (Molfetta) |

|           |           |  |
| Palma 35’ | Marcatori |  |

| Arbitro: | Fumagalli (Milano) |

|                                    |           |  |
| Vycpálek 12’ Korostelev 34’ (rig.) | Marcatori |  |

| Arbitro: | Casagrande (Milano) |

|                         |           |  |
| Fabbri 34’ Bronzoni 73’ | Marcatori |  |

| Arbitro: | Mori (Cremona) |

|            |           |  |
| Maluta 60’ | Marcatori |  |

| Arbitro: | Matteucci (Roma) |

|  |           |            |
|  | Marcatori | 75’ Fabbri |

| Arbitro: | Gronda (Milano) |

|              |           |  |
| Bronzoni 77’ | Marcatori |  |

| Pisa 4 gennaio 1953 15ª giornata | Pisa              | 0 – 0 | Parma | Stadio Arena Garibaldi\| Arbitro: \| Grignani (Milano) \| |
| Arbitro:                         | Grignani (Milano) |       |       |                                                           |

| Arbitro: | De Fano (Bari) |

|                                                               |           |                       |
| Fabbri 16’, 73’ Vycpálek 32’ Korostelev 44’ (rig.) Alfier 84’ | Marcatori | 16’ Rossi 57’ Gaslini |

| Arbitro: | Marchese (Napoli) |

|               |           |                |
| Silvestri 89’ | Marcatori | 28’ Korostelev |

### Girone di ritorno
| Arbitro: | Ferrari (Milano) |

|                   |           |               |
| Vycpálek 61’, 63’ | Marcatori | 21’ Fontanesi |

| Arbitro: | Casati (Varese) |

|                                   |           |             |
| Vycpálek 51’, 71’ Fabbri 58’, 63’ | Marcatori | 66’ Marconi |

| Livorno 8 febbraio 1953 20ª giornata | Livorno        | 0 – 0 | Parma | Stadio Comunale\| Arbitro: \| Righi (Milano) \| |
| Arbitro:                             | Righi (Milano) |       |       |                                                 |

| Arbitro: | Casagrande (Milano) |

|                                                          |           |  |
| Fabbri 20’, 30’ Vycpálek 23’ Bronzoni 58’ Korostelev 74’ | Marcatori |  |

| Arbitro: | De Leo (Mestre) |

|                            |           |              |
| Albertelli 29’ Giraudo 33’ | Marcatori | 22’ Guidazzi |

| Arbitro: | Gemini (Roma) |

|                      |           |  |
| Rosa 8’ De Prati 38’ | Marcatori |  |

| Arbitro: | Famulari (Messina) |

|                                  |           |  |
| Guidazzi 32’ Vycpálek 48’ (rig.) | Marcatori |  |

| Arbitro: | Matteucci (Roma) |

|                           |           |  |
| Cereseto 35’ Castaldi 63’ | Marcatori |  |

| Arbitro: | Lo Bello (Siracusa) |

|               |           |                          |
| Korostelev 8’ | Marcatori | 45’ Pelloni 63’ Zucchini |

| Arbitro: | Marangio (Roma) |

|           |           |  |
| Testa 14’ | Marcatori |  |

| Arbitro: | Matteucci (Roma) |

|              |           |              |
| Seratoni 84’ | Marcatori | 67’ Bronzoni |

| Parma 12 aprile 11953 29ª giornata | Parma            | 0 – 0 | Empoli | Stadio Ennio Tardini\| Arbitro: \| Perucci (Verona) \| |
| Arbitro:                           | Perucci (Verona) |       |        |                                                        |

| Arbitro: | Menchini (Udine) |

|                |           |               |
| Korostelev 59’ | Marcatori | 17’ Bislenghi |

| Arbitro: | Matteucci (Roma) |

|               |           |  |
| Marmiroli 49’ | Marcatori |  |

| Arbitro: | Alterio (Roma) |

|                                         |           |  |
| Bronzoni 4’ Fabbri 62’ Monardi 63’, 80’ | Marcatori |  |

| Arbitro: | Poggi (Pisa) |

|                                        |           |           |
| Barsanti 4’ Perin 39’, 48’ Gaslini 71’ | Marcatori | 8’ Fabbri |

| Arbitro: | Fortina (Novara) |

|                                                |           |            |
| Korostelev 21’, 29’ (rig.) Korostelev 63’, 82’ | Marcatori | 51’ Tortul |

## Statistiche

### Statistiche dei giocatori
| Giocatore     | Serie C  | Serie C |
| Giocatore     | Presenze | Reti    |
| ------------- | -------- | ------- |
| B. Alfier     | 23       | 2       |
| I. Allodi     | 10       | 0       |
| D. Bertolini  | 25       | 0       |
| W. Bronzoni   | 31       | 5       |
| E. Canini     | 14       | -12     |
| I. Cocconi    | 34       | 0       |
| E. Fabbri     | 26       | 10      |
| G. Griffith   | 1        | 0       |
| G. Grisenti   | 2        | 0       |
| G. Grolli     | 1        | 0       |
| V. Guidazzi   | 23       | 2       |
| J. Korostelev | 28       | 15      |
| G. Menozzi    | 20       | -19     |
| G. Molina     | 18       | 1       |
| G. Molinari   | 20       | 0       |
| A. Monardi    | 2        | 2       |
| F. Raimondi   | 34       | 0       |
| S. Sangiorgi  | 5        | 0       |
| R. Taucar     | 32       | 0       |
| C. Vycpálek   | 25       | 9       |